# 6 novembre 1941
Le jeudi 6 novembre 1941 est le 310e jour de l'année 1941.

## Naissances
- Alain Garnier, footballeur
- Doug Sahm (mort le 18 novembre 1999), musicien américain
- Galina Leontyeva (morte le 4 février 2016), joueuse de volley-ball soviétique
- Georges Perroud, joueur de football suisse
- Gheorghe Zamfir, musicien et compositeur roumain, virtuose de la flûte de Pan
- Grethe Fenger Møller, femme politique danoise
- Guy Clark (mort le 17 mai 2016), auteur-compositeur-interprète américain
- Iradj Gandjbakhch, chirurgien franco iranien
- James Bowman, contreténor britannique
- James Hamilton-Paterson, écrivain britannique
- John Carter, homme politique américain du Texas
- Mário Cláudio, écrivain portugais
- Matti Keinonen, joueur professionnel finlandais de hockey sur glace
- Michael Meinecke (mort le 10 janvier 1995), historien de l'art et archéologue allemand
- Nikos Panayotopoulos (mort le 12 janvier 2016), scénariste et réalisateur grec
- Philippe Charzay, poète français
- Pierre Favre, politologue français
- Roscoe Chenier (mort le 7 février 2013), auteur-compositeur-interprète et guitariste américain de blues
- Valery Tishkov, historien russe

## Décès
- Albert Behaeghel (né le 30 octobre 1856), politicien belge
- Alexandre Tchekaline (né le 24 mars 1925), Partisan soviétique de la Seconde Guerre mondiale
- André Bello (né le 24 avril 1878), photographe italien
- Joachim Gottschalk (né le 10 avril 1904), acteur allemand
- Maurice Leblanc (né le 11 novembre 1864), écrivain français
- Meta Wolff (née le 13 août 1902), actrice allemande
- Paul Baras (né le 14 mai 1870), cycliste français